# Sfruz
Sfruz är en ort och kommun i provinsen Trento i regionen Trentino-Sydtyrolen i Italien. Kommunen hade 370 invånare (2018).